# Amaro Júnior
Amaro Francisco de Azevedo Júnior (São Gonçalo, 20 de março de 1970) é um instrumentista brasileiro. Além de baterista, é autodidata em piano.
Aos 12 anos de idade começou a estudar violão de forma autodidata. Um ano depois, interessou-se pela bateria. Aos 18 anos largou os estudos e assumiu a carreira artística.
Seu primeiro trabalho profissional foi como músico do cantor Biafra, com quem se apresentou de 1989 a 1993 por todo o Grande Rio, nordeste, São Paulo e Brasília. Acompanhou, entre 1997 e 1998, os cantores Pery Ribeiro e Emílio Santiago.